# Boiga cynodon
Espèce
Synonymes
- Dipsas cynodon Boie, 1827
- Pareas waandersi Bleeker, 1860

Statut de conservation UICN

 LC  : Préoccupation mineure
Boiga cynodon  est une espèce de serpents de la famille des Colubridae.

## Répartition
Cette espèce se rencontre en Birmanie, au Bangladesh, au Cambodge, en Inde (dans l’État d'Assam), en Indonésie, au Laos, en Malaisie, aux Philippines, à Singapour et en Thaïlande.

## Galerie

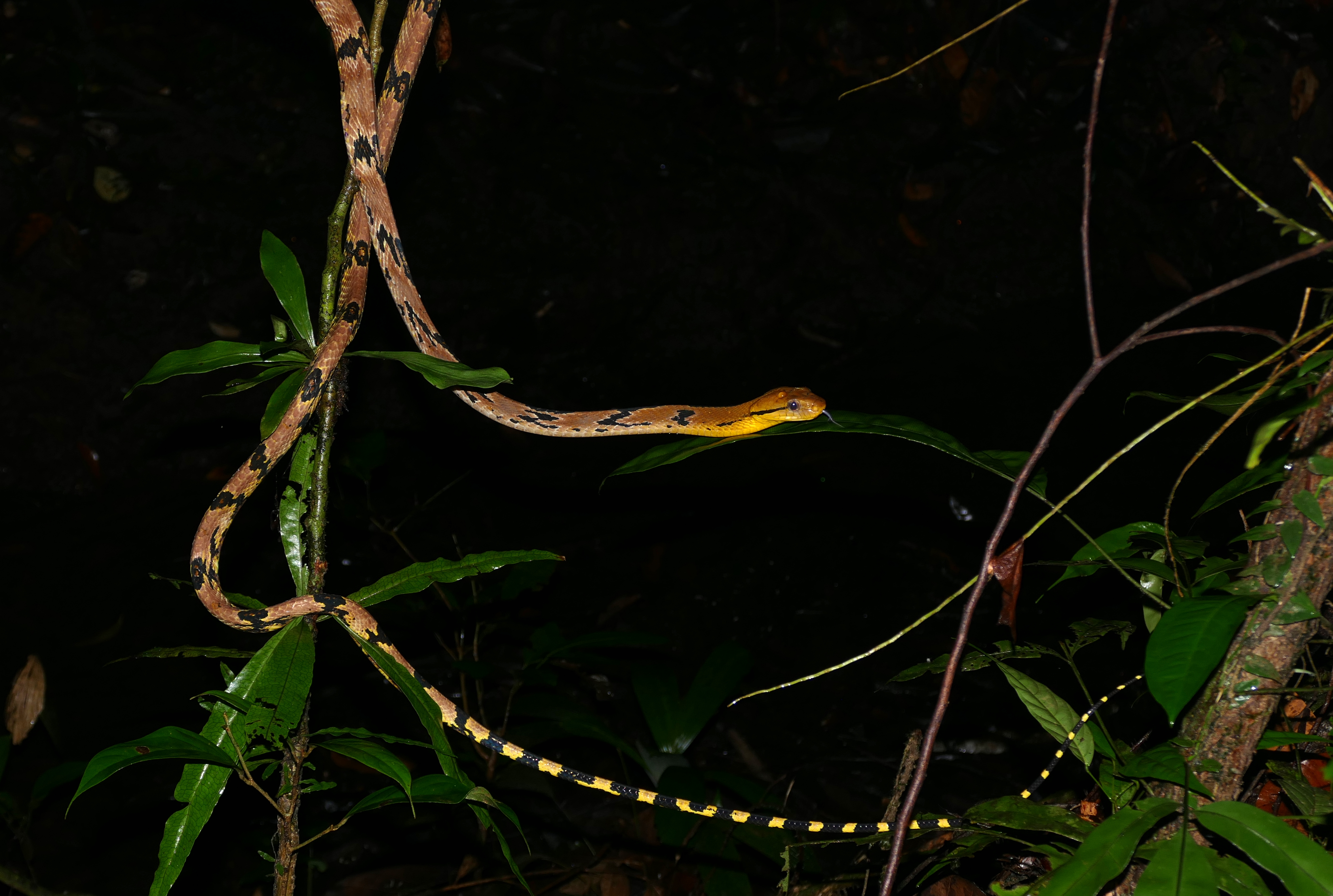
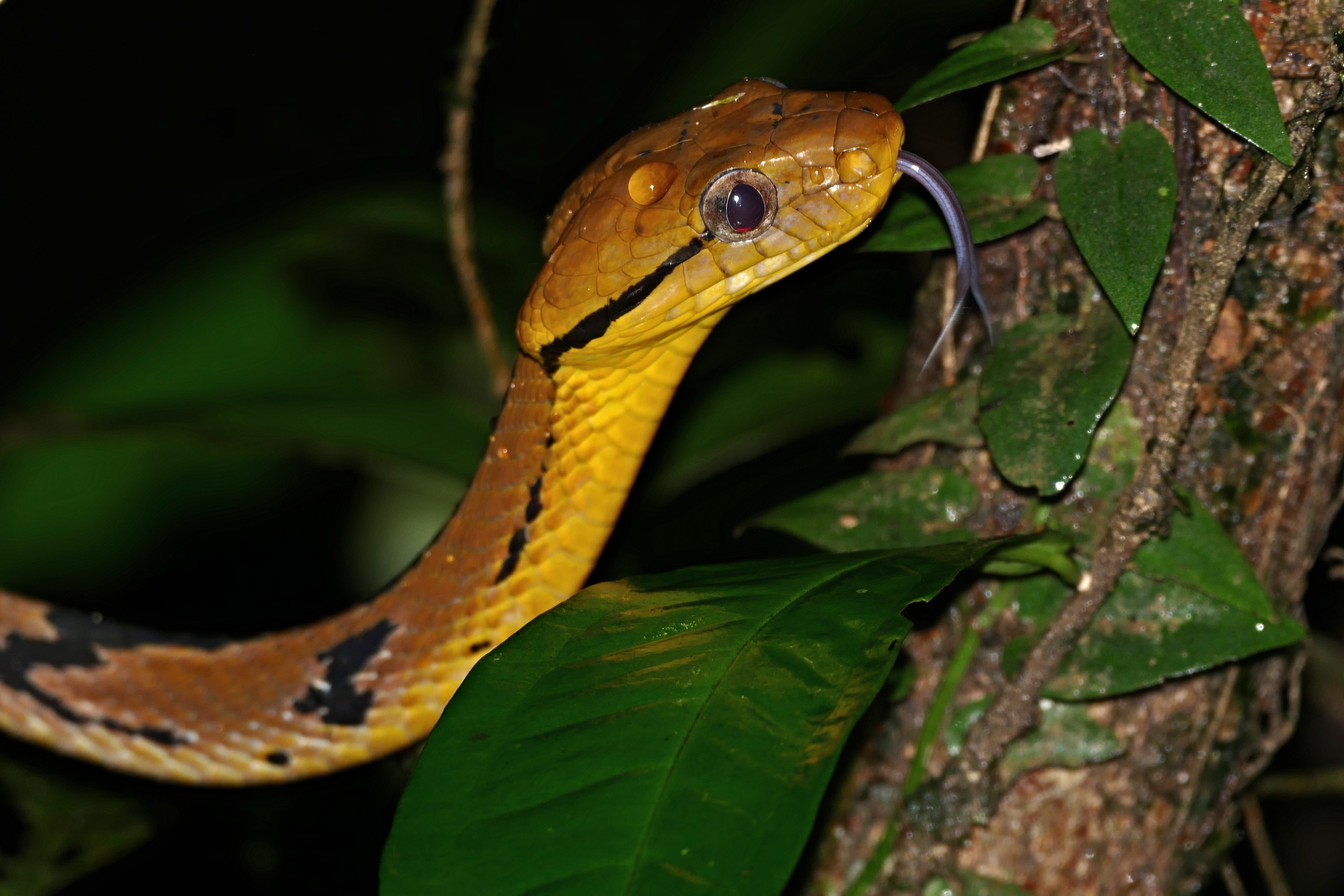
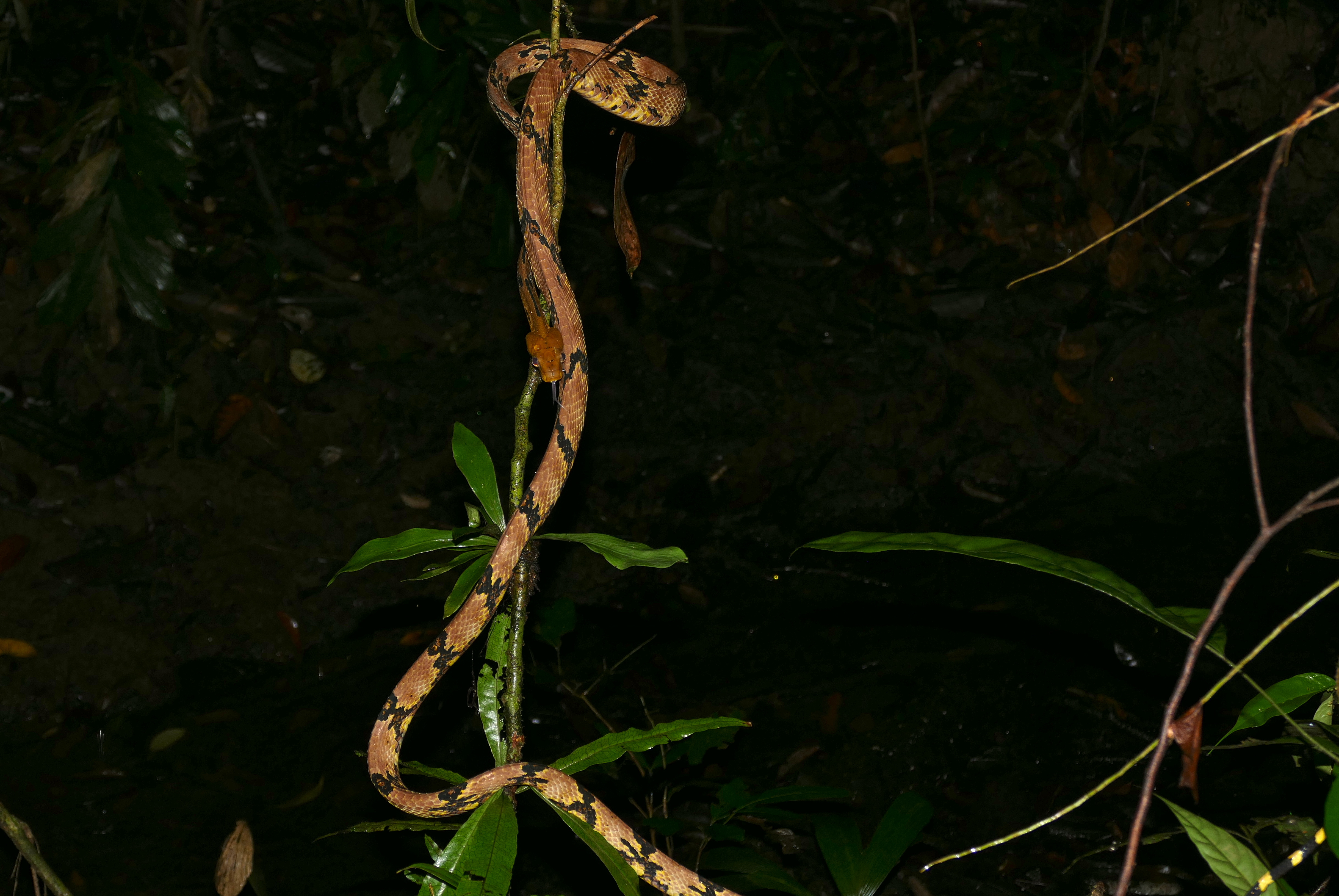
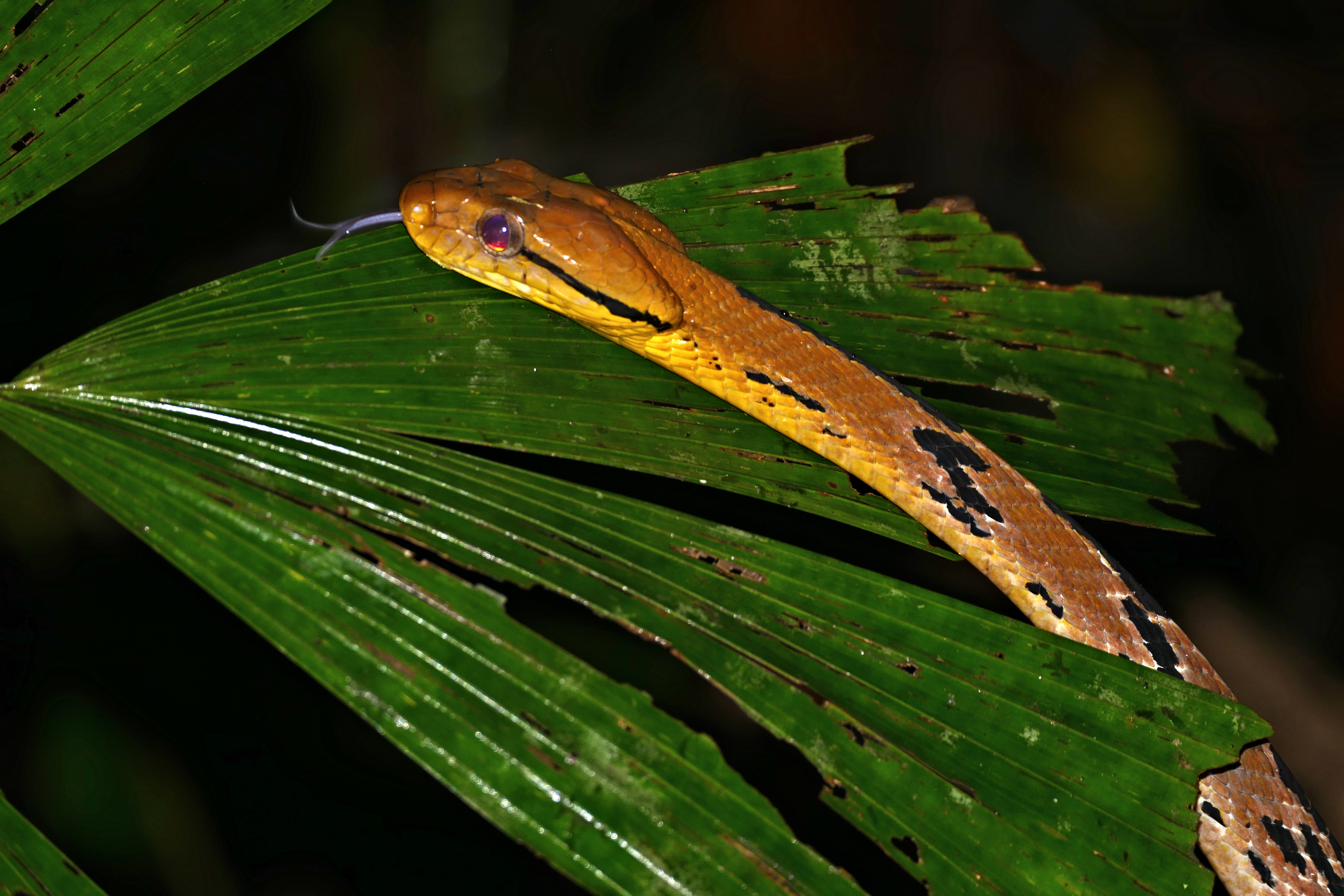
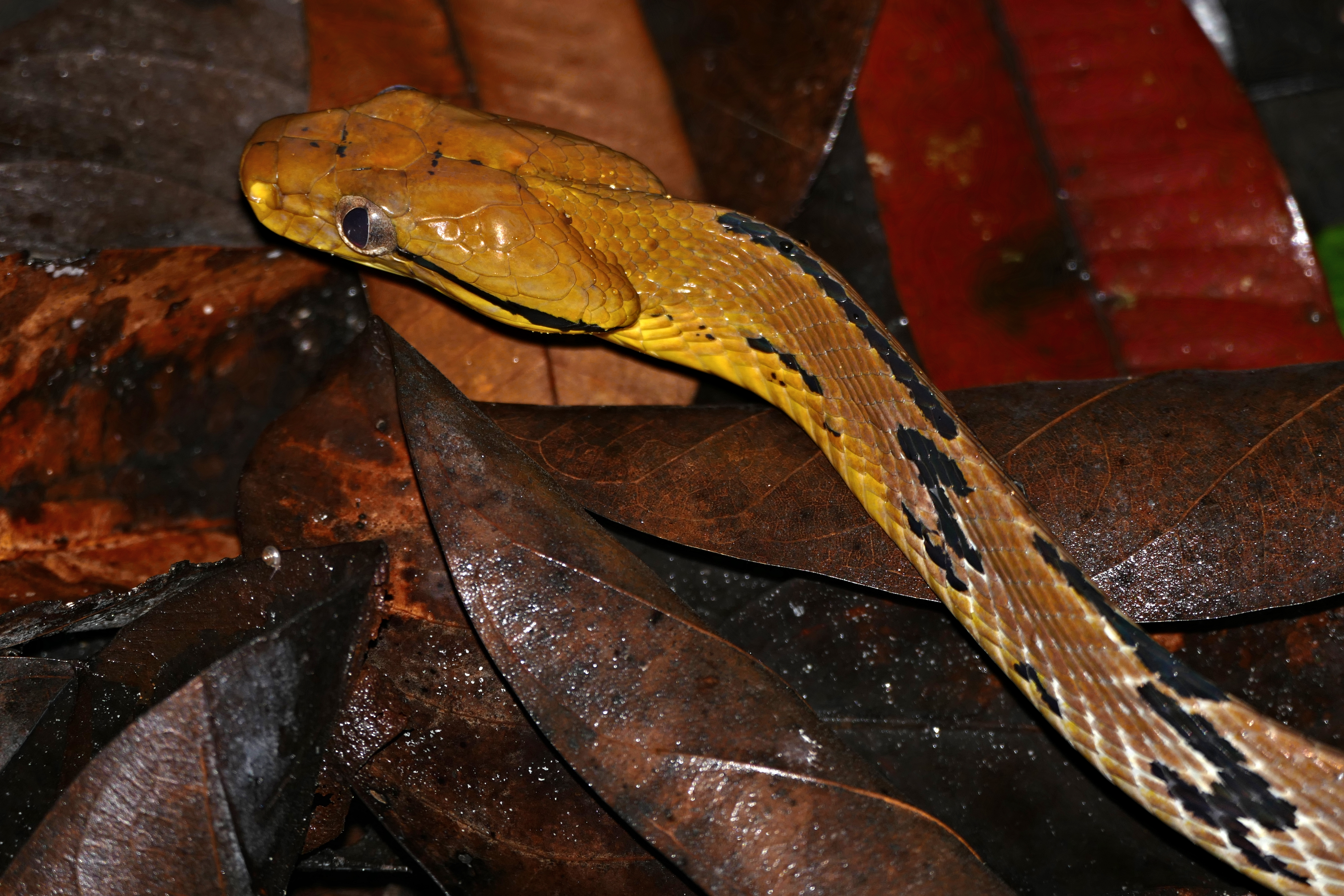
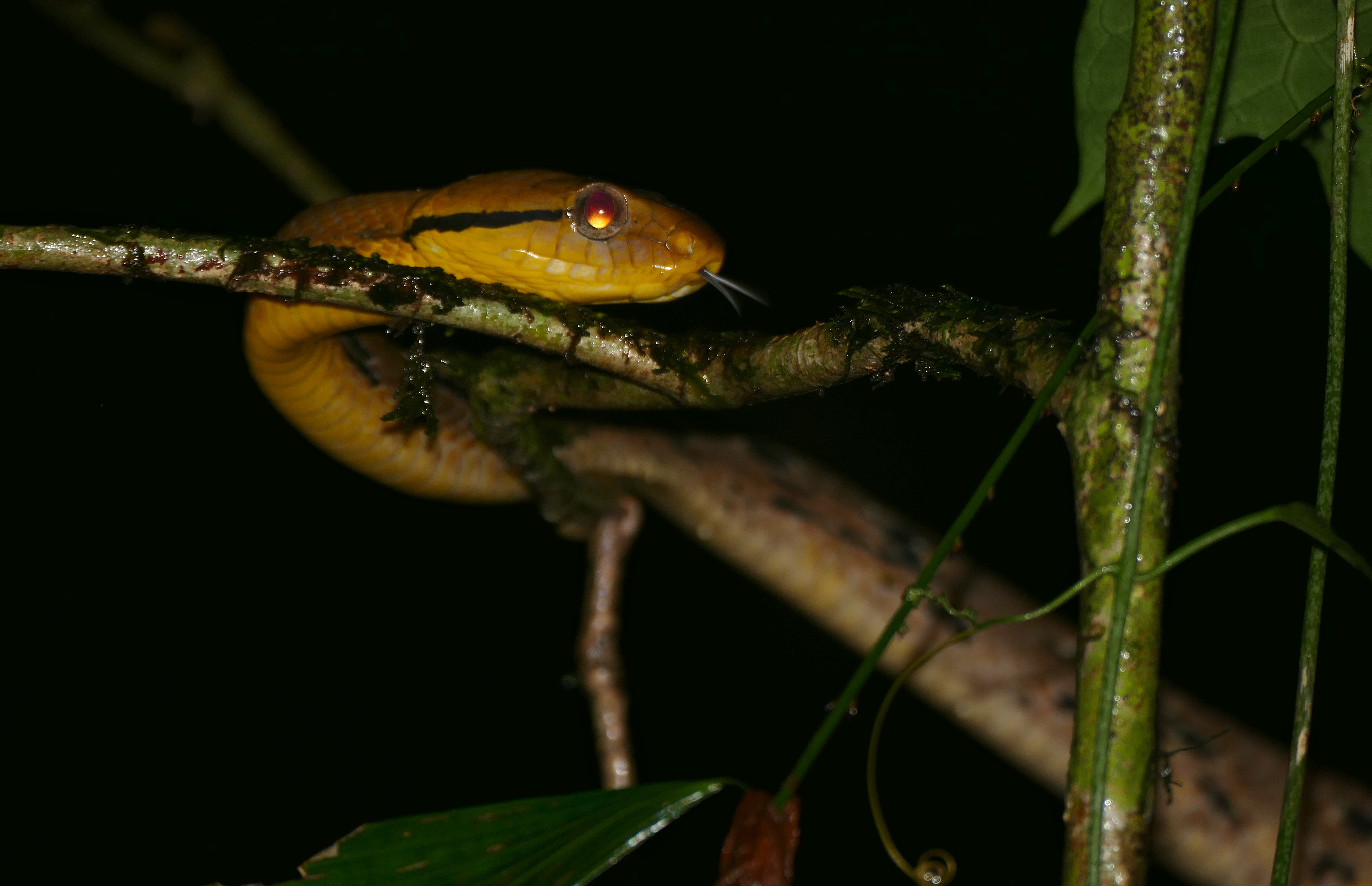

## Publication originale
- Boie, 1827 : Bemerkungen über Merrem's Versuch eines Systems der Amphibien, 1. Lieferung: Ophidier. Isis von Oken, Jena, vol. 20, p. 508-566 (texte intégral)